# Djebel Ben Hammad
Djebel Ben Hammad är en ås i Algeriet. Den ligger i provinsen Tiaret, i den norra delen av landet, 190 km söder om huvudstaden Alger.